# Фернандес, Эдуардо (гитарист)
Эдуардо Фернандес (исп. Eduardo Fernández; род. 28 июля 1952, Ла-Пас, Уругвай) — уругвайский гитарист и композитор.
Учился игре на гитаре у Абеля Карлеваро, в 1980—1984 гг. изучал композицию под руководством Эктора Тосара, занимался также гармонией и контрапунктом у Гвидо Санторсолы. Начал выступать с одиннадцатилетнего возраста Становился лауреатом исполнительских конкурсов в Порту-Алегри (1972, первая премия) и в Париже (1975, вторая премия), в 1975 году выиграл первый международный конкурс гитаристов имени Андреса Сеговии в Пальма-де-Мальорка. Успешные гастроли в Нью-Йорке (1977) и Лондоне (1983) положили начало международной карьере Фернандеса.
Фернандес записал более 15 альбомов, как сольных, так и в ансамбле (в том числе сочинения Николо Паганини для скрипки и гитары, с Александром Марковым) и с различными оркестрами. В 1994 стал первым исполнителем посвящённого ему концерта для гитары с оркестром Диего Леграна. Опубликовал учебное пособие по игре на гитаре «Техника, механизм, обучение» (англ. Technique, Mechanism, Learning; Гейдельберг, 2001) и книгу «Очерки о лютневых произведениях И. С. Баха» (англ. Essays on J.S. Bach's works for lute; Монтевидео, 2003).